# (400416) 2008 CY68
(400416) 2008 CY68 es un asteroide perteneciente al cinturón de asteroides, región del sistema solar que se encuentra entre las órbitas de Marte y Júpiter, descubierto el 3 de octubre de 2006 por el equipo del Mount Lemmon Survey desde el Observatorio del Monte Lemmon, Arizona, Estados Unidos.

## Designación y nombre
Designado provisionalmente como 2008 CY68. 

## Características orbitales
2008 CY68 está situado a una distancia media del Sol de 2,753 ua, pudiendo alejarse hasta 2,975 ua y acercarse hasta 2,531 ua. Su excentricidad es 0,080 y la inclinación orbital 8,022 grados. Emplea 1668,91 días en completar una órbita alrededor del Sol.

## Características físicas
La magnitud absoluta de 2008 CY68 es 16,8. Tiene 2,84 km de diámetro y su albedo se estima en 0,029. 